# The Mega Powers
The Mega Powers fue un equipo tag en la World Wrestling Federation (WWF) y la World Championship Wrestling (WCW). The Mega Powers estuvo conformado por Hulk Hogan y Randy Savage con Miss Elizabeth (a la vez esposa de Randy, aunque retratados en la pantalla como su novia) como su valet.

## Historia

### World Wrestling Federation (1987–1989)
La alianza entre Hogan y Savage comenzó el 23 de septiembre de 1987 en la grabación de Saturday Night's Main Event. Fue cuando Savage estaba en medio de tornarse un favorito de los fanes al tratar de ganar el Campeonato Intercontinental de The Honky Tonk Man. Cuando Savage conectó con un diving elbow drop a Honky Tonk para luego cubrirlo, The Hart Foundation (que en ese momento eran los villanos, los tres administrados por Jimmy Hart) entró y atacó a Savage, consiguiendo la descalificado de Honky Tonk.
Luego que Honky Tonk empujó a Miss Elizabeth, que estaba tratando de detenerlos, ella escapó a la parte trasera del escenario, mientras que Honky terminó su intento de romper su guitarra sobre la cabeza de Savage. Poco después, Elizabeth regresó con el ex rival de Savage, Hulk Hogan, y a la vez Campeón de la WWF, que vino a salvarlo del ataque.  Posteriormente, Savage le tendió la mano en señal de amistad a Hogan, quien aceptó y los tres desfilaron alrededor del cuadrilátero con las manos adjuntas. Su alianza solidificó el cambio de Savage en un favorito de los fanáticos, que se había estado preparando durante semanas como apoyo al crecimiento de sus aficionados. Más tarde esa noche, Hogan dijo que la combinación de "Hulkamania" y "Macho Madness " puede llegar a ser la fuerza más poderosa en la historia de la WWF.

### Formación (1988)
The Mega Powers oficialmente se formó como un equipo en WrestleMania IV, después que Hogan ayudó a ganar a Savage el Campeonato de la WWF en un torneo de 14 hombres. El torneo se realizó después que Hogan perdió el cinturón ante André the Giant en The Main Event el 5 de febrero de 1988. André rápidamente vendió el cinturón a "The Million Dollar Man" Ted DiBiase, causando que Jack Tunney, Presidente de la WWF, despoje del título a André.
Hogan y André recibieron exenciones en la primera ronda del torneo, ambos fueron descalificados tras una pelea en cuartos de finales. Esto causó que Ted DiBiase pasara automáticamente a las finales. Finalmente, Savage y DiBiase se enfrentaron en las finales del torneo. DiBiase hizo lo que pudo contra Savage (incluyendo las constantes interferencias de André, quién estaba actuando a favor de DiBiase), pero Savage seguía resistiendo. Savage acudió a Elizabeth, diciendo algo en su oído, lo que hizo que Elizabeth fuera corriendo a camerinos.
Pocos minutos después, Elizabeth regresó con Hogan, quién tomó venganza contra Ted DiBiase golpeándolo con una silla, Savage le aplicó su diving elbow drop y ganó el torneo. Después de la pelea, Hogan se quedó a celebrar con Elizabeth y Savage.
Unos meses después, durante la ausencia de Hogan en la WWF, DiBiase y Savage estaban en un feudo por el título. André y DiBiase atacaron a Savage durante una entrevista, lo que hizo que Savage desafiara a ambos a una pelea en parejas contra él mismo y un compañero de su elección, la cual fue aceptada. Savage reveló que su compañero era Hogan. Ambos anunciaron que ellos se han convertido en The Mega Powers y que se enfrentarían a Andre y DiBiase en Summerslam.

## En lucha
- Movimientos finales
  - Diving elbow drop[1] – Savage
  - Atomic Leg Drop[3] (Running jumping leg drop)[1] – Hogan

- Movimientos de firma
  - Atomic drop
  - Body slam[1]
  - Clothesline[1]

- Managers
  - Miss Elizabeth[1]

## Campeonatos y logros
- Pro Wrestling Illustrated
  - Situado en el N°57 en los PWI tag team 100 de 2003

- World Wrestling Federation
  - WWF Championship (1 vez)[4] – Savage[1]